# رونين بار
رونين بار (بالعبرية: רונן בר‏) (مواليد 1965) هو ضابط مخابرات إسرائيلي ومدير وكالة الأمن الإسرائيلية (الشباك) منذ 13 أكتوبر 2021. وكان يشغل في السابق منصب نائب رئيس الشاباك. عينه رئيس الوزراء نفتالي بينيت ووافق مجلس الوزراء الإسرائيلي على ترشيحه في 11 أكتوبر 2021 محل نداف أرغمان تولى منصبه في 13 أكتوبر 2021.

## السيرة
وُلِد رونين بار في رحوبوت باسم رونين بيريسوفسكي. وانضم بار إلى الجيش الإسرائيلي عام 1984 وخدم كجندي وضابط في وحدة النخبة وحدة استطلاع هيئة الأركان العامة الإسرائيلية (سايريت ماتكال) النخبوية التابعة للجيش الإسرائيلي، وهي نفس الوحدة التي كان فيها نفتالي بينيت، رئيس الوزراء السابق، قبل انضمامه عميلًا ميدانيًا في صفوف الشاباك. بعد إنهاء خدمته العسكرية عام 1988، افتتح بار مقهى في تل أبيب يُدعى "مقهى بغداد". انضم إلى جهاز الأمن الداخلي (شين بيت) كعميل ميداني عام 1993، وفي عام 2011 عُيّن رئيسًا لقسم العمليات في جهاز الأمن الداخلي (شين بيت). أصبح بار رئيسًا لقسم تنمية الموارد عام 2016، وأصبح نائب رئيس جهاز الأمن الداخلي (شين بيت) عام 2018. ومن المتوقع أن يشغل بار منصب المدير حتى عام 2026. وبار حصل على درجة البكالوريوس في العلوم السياسية والفلسفة من جامعة تل أبيب مع مرتبة الشرف، ودرجة الماجستير في الإدارة العامة من جامعة هارفارد. وهو يجيد اللغة العربية بالإضافة إلى العبرية.

## دوره أثناء وبعدعملية طوفان الأقصى
في مذكرة لجميع الموظفين نُشرت يوم الاثنين 16 أكتوبر 2023، تولى بار مسؤولية الفشل في إحباط هجوم 7 أكتوبر 2023 الذي شنه مقاتلو حماس (عملية فيضان الأقصى). وكتب «على الرغم من سلسلة الإجراءات التي قمنا بها، فلسوء الحظ لم نتمكن يوم السبت من إصدار تحذير كافٍ يسمح بإحباط الهجوم، وباعتباري الشخص الذي يترأس الجهاز، فإن المسؤولية عن ذلك تقع على عاتقي» وتابع «سيكون هناك وقت لإجراء التحقيقات، لكن الآن نحن نقاتل.»
في تسجيل صوتي كُشف عنه في 3 ديسمبر/كانون الأول 2023، سُمع بار وهو يقول إنه بعد هجوم حماس في 7 أكتوبر/تشرين الأول، ستقتل إسرائيل قادة حماس "في كل مكان"، حتى لو استغرق الأمر سنوات. وأضاف: "نحن عازمون على فعل ذلك، هذه ميونيخ خاصتنا"، في إشارة إلى "الجهود الإسرائيلية للرد على الإرهابيين" المسؤولين عن هجوم ميونخ الأولمبي عام 1972 الذي أودى بحياة 11 إسرائيليًا.